# Sheppard
Sheppard es una banda de pop indie australiana de Brisbane, formado en 2009. Su álbum de estudio del debut, Bombs Away, salió el 11 de julio de 2014, y llegó al Núm. 2 en las Listas musicales de Australia y estuvo certificado oro por la Asociación de Industria de Registro australiana, mientras su segundo solo, "Geronimo", estuvo por tres semanas en Núm. 1 en la Lista y tuvo certificado 5× platino.

## Carrera
Los hermanos Sheppard nacieron y crecieron en Port Moresbi, Papúa Nueva Guinea, más tarde la familia se reubicó en Brisbane, Australia donde Amy estudió música en la academia TAFE, más adelante la hermana menor de los Sheppard Emma estudió guitarra eléctrica y entró en la banda en 2011

## Discografía
- Bombs away (2014)
- Watching the sky (2018)
- Kaleidoscope eyes (2021)
- Zora (2024)

## Miembros de la banda
|  | Miembros actuales - George Sheppard – voz principal, teclado, piano (2009–presente) - Amy Sheppard – voz principal, teclado, harmonica (2009–presente) - Jason Bovino – guitarra , voces(2011–presente) - Emma Sheppard – voces(2011–presente) - Dean Gordon – tambores, percusión, voces(2013–presente) | Miembros antiguos - Jared Tredly – tambores, percusión (2011–2013) - Michael Butler – guitarra principal, voces (2011–2019) |